# HMAS Stuart (D00)
«Стюарт» (D00) (англ. HMAS Stuart (D00) — військовий корабель, лідер ескадрених міноносців типу «Адміралті» Королівського військово-морського флоту Великої Британії та Королівського австралійського ВМФ за часів Другої світової війни.

## Історія створення
«Стюарт» був закладений 18 жовтня 1917 року на верфі компанії Hawthorn Leslie and Company, в містечку Геббурн. 21 грудня 1918 року увійшов до складу Королівських ВМС Великої Британії.